# Linia Akabane

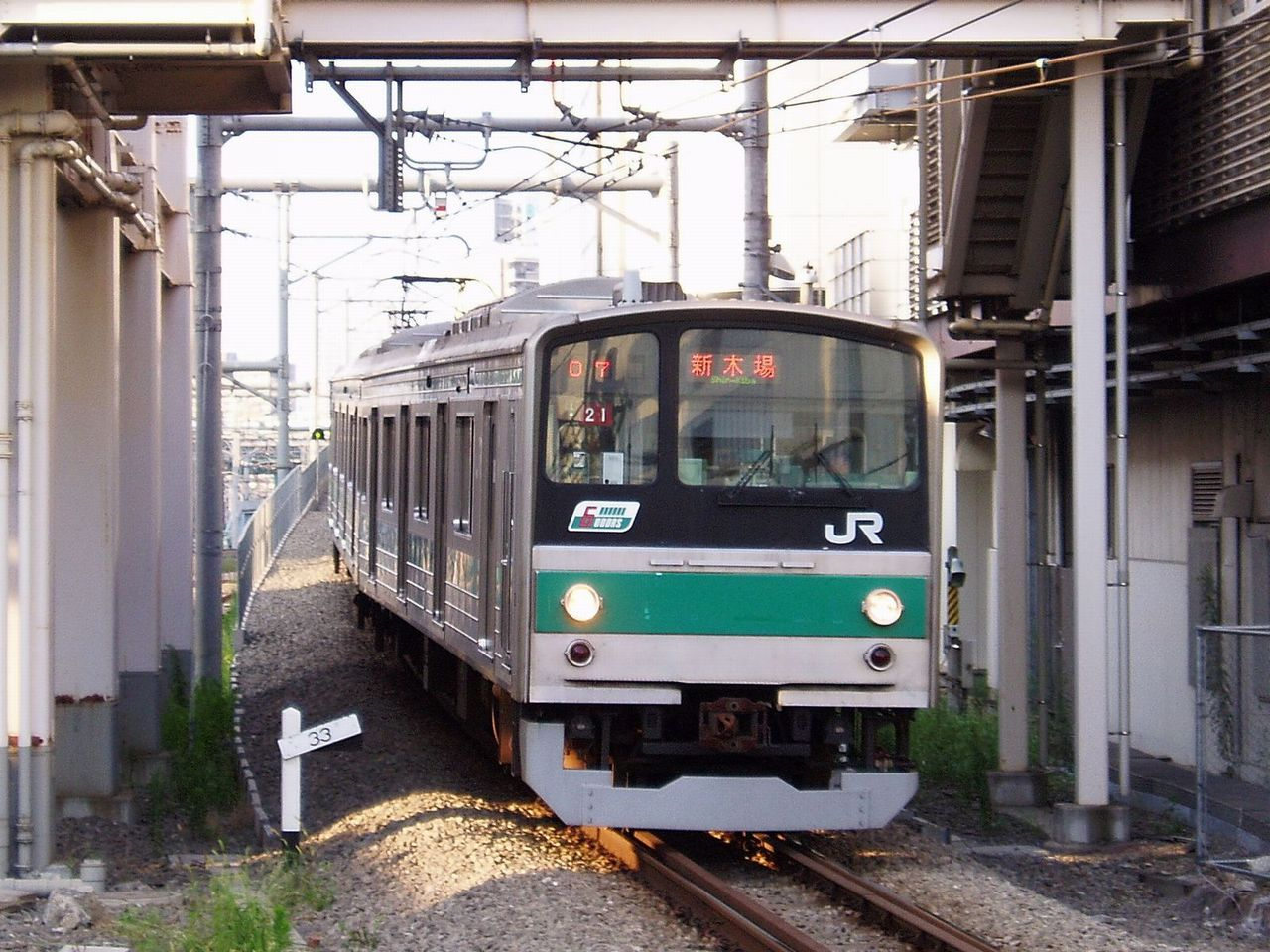
Jednostka serii 205 na linii Saikyō w Ikebukuro

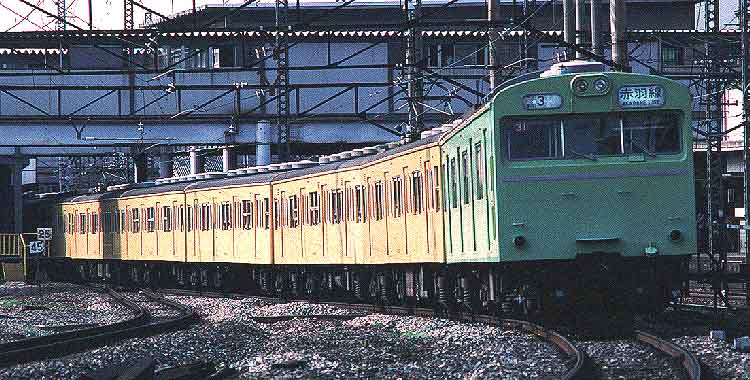
EZT serii 103 na linii Akabane w 1979

Linia Akabane (jap. 赤羽線 Akabane-sen) – linia kolejowa obsługiwana przez Japońską Kolej Wschodnią (JR East) w Tokio, Japonia. Łączy ona Ikebukuro w okręgu Toshima z dworcem Akabane w okręgu Kita. Znaki na stacjach informują, że jest to linia Saikyō, ale oficjalna nazwa tej części linii to Linia Akabane.

## Informacje
- Długość: 5,5 km
- Prześwit: 1 067 mm
- Liczba przystanków: 4
- Trakcja: Cała linia 1 500 V DC

## Historia
Linię otworzono w 1885 jako część linii Shinagawa. Linię zelektryfikowano w 1909. Oficjalną nazwę nadano w 1972, wcześniej była określana jako odgałęzienie linii Yamanote. Ruch towarowy wstrzymano w 1999.
W 1985 linia Akabane została włączona do nowej linii Saikyō (pomiędzy Shinjuku i Ōmiya) razem z nowo wybudowaną linią Tōhoku Main (pomiędzy Akabane i Ōmiya). Od tego czasu nazwa linia Akabane przestała być powszechnie używana.

## Stacje
| Stacja    | km  | Położenie | Położenie |
| --------- | --- | --------- | --------- |
| Ikebukuro | 0,0 | Toshima   | Tokio     |
| Itabashi  | 1,8 | Itabashi  | Tokio     |
| Jūjō      | 3,5 | Kita      | Tokio     |
| Akabane   | 5,5 | Kita      | Tokio     |

Wszystkie pociągi na linii Saikyō wliczając w to pociągi pośpieszne i podmiejskie pociągi pośpieszne, zatrzymują się na wszystkich 4 przystankach linii Akabane.

## Tabor kolejowy
Po linii poruszają się EZT serii 205 i dziesięciowagonowe jednostki serii TWR 70-000.